# Osmiletí hrozní
Osmiletí hrozní (v anglickém originále The Hateful Eight-Year-Olds) jsou 21. díl 31. řady (celkem 683.) amerického animovaného seriálu Simpsonovi. Scénář napsal Joel H. Cohen a díl režírovala Jennifer Moellerová. V USA měl premiéru dne 10. května 2020 na stanici Fox Broadcasting Company a v Česku na stanici Prima Cool 24. listopadu 2020.

## Děj
Lízina kamarádka Addy pozve Lízu na svou narozeninovou oslavu. S Addy se seznámila v knihovně a spojuje je láska ke koním a knihám. Bart si z Lízy dělá legraci, kvůli čemuž Líza „symbolicky přestřihne jejich sourozenecké pouto“. Líza zjišťuje, že Addy je bohatá a chová koně, a také zjišťuje, jak jsou její kamarádky povrchní a kruté – vysmívají se jí – po chvíli se k nim přidá i samotná Addy. Addy přiznává, že pozvala Lízu, aby si její kamarádky vybraly jako terč posměchu Lízu a vzaly Addy do party.
Líza je smutná a nemůže kontaktovat rodiče, kteří jsou na lodi. Proto se rozhodne zavolat na pomoc Barta. Bart přijede a trvá na tom, aby se jim Líza pomstila, a ta se rozhodne jim během spánku namočit vlasy v koním tužidlu. Bart s Lízou jsou přichyceni při činu a Addy se rozhodne jim pomoci v útěku; následně sdělí, že Líza pro ni byla tím nejlepším dárkem, a ukazuje, že i ona může být krutá na své „kamarádky“.
Homer mezitím vezme Marge na plavbu lodí. Pohádá se s kapelou na lodi a naštve dav, neboť kvůli němu byl nedopatřením vyhozen alkohol z lodi. Homer však naštvaný dav svým proslovem přesvědčí, že svým chováním plavbu nepokazil, ale že je vlastně zachránil, a dav jásá.

## Přijetí
Při prvním vysílání sledoval díl 1,40 milionu diváků.
Tony Sokol, kritik Den of Geek, ohodnotil tento díl 4 z 5 hvězdiček a uvedl: „Epizoda funguje, protože všechno na konci je simpsonovské. Rodinný charakter převládá ve všech společenských situacích. Líza nepřipomíná důležité věci v životě jen své kamarádce Addy. Inspiruje ji, aby se zbavila svých nafoukaných falešných přátel, což vede k tomu, že se s ní chtějí přátelit doopravdy. Homer se dostane ke strhujícímu projevu, který nejen zachrání život jemu a Marge, ale také vybídne lidi kolem sebe, aby byli lepšími lidmi, zůstali doma a dívali se na televizi. Osmiletí hrozní jsou nabití poselstvím, ale také mají svůj podíl na smíchu.“.